# Cryptocephalus sericeus
Cryptocephalus sericeus es una especie de insecto coleóptero de la familia Chrysomelidae. Fue descrita científicamente en 1758 por Carolus Linnaeus.